# Mike Clifford
Mike Clifford (* 5. November 1943 in Los Angeles) ist ein US-amerikanischer Popmusik-Sänger und Schauspieler. Er veröffentlichte Schallplatten zwischen 1959 und 1970 und spielte seit 1965 in mehreren Kinofilmen mit.

Cliffords größter Erfolg:
Close To Cathy
auf United Artists 489

## Leben

### Sänger
Clifford wuchs in Los Angeles als Sohn eines Trompeten-Solisten auf und erhielt schon früh Gesangsunterricht. Schon mit 15 Jahren trat er in seiner Heimatstadt in Nachtklubs auf, und mit 16 erhielt er bei Liberty Records seinen ersten Schallplattenvertrag, der zu zwei Single-Veröffentlichungen führte. Nachdem Helen Noga das Management für Clifford übernommen hatte, wechselte er 1960 zur Plattenfirma Columbia Records. Obwohl dort innerhalb von zwei Jahren fünf Singles produziert wurden, musste Clifford weiter auf einen Verkaufserfolg warten. Im Juli 1962 wechselte er erneut die Plattenfirma und ging zu United Artists (UA), wo er mit den Produzenten Jerry Leiber und Mike Stoller zusammenarbeitete. Gleich der A-Seiten-Titel der ersten UA-Single Close To Cathy wurde zu Cliffords größtem Plattenerfolg. Die Single wurde im August 1962 veröffentlicht, und bereits am 15. September wurde Close To Cathy vom US-Musikmagazin Billbord in die Hitliste Hot 100 aufgenommen. Dort stieg der Song bis Platz 12 auf und hielt sich insgesamt 13 Wochen in den Hot 100. Auch die bei UA produzierten Titel What To Do With Laurie (68.) und One Boy Too Late (96.) fanden Aufnahme in die Hot 100. Es blieb bei diesen drei Plattenerfolgen, auch wenn Clifford nach acht Singles bei UA noch mehrfach die Plattenfirma wechselte. Seine letzten drei Singles wurden 1970 bei American International in Los Angeles produziert. Danach beendete Clifford seine Schallplattenkarriere. Seine Songs wurden auch in anderen Ländern veröffentlicht, unter anderem in Großbritannien und Deutschland. In Deutschland brachte United Artists 1967 auch eine Clifford-Single mit den deutschsprachigen Titeln Wenn ich in deine Augen schau’ / Weil ich dich so lieb hab’ heraus.

### Schauspieler
Sein Filmdebüt gab Clifford 1965 in dem Science-Fiction-Film Village of the Giants, wo er die Rolle eines Sängers übernommen hatte. In Deutschland war er in zwei Filmen zu sehen. Im Sommer 1978 kam der Streifen Panik in der Sierra Nova (Day of the Animals) mit Clifford in einer Nebenrolle in die Kinos. Ein Jahr später sah man ihn in Der Herr der Ringe (The Lord of the Rings), ebenfalls in einer kleinen Rolle. Insgesamt hatte Clifford Rollen in acht Kinofilmen übernommen, zuletzt spielte er 1984 in dem Horrorfilm Satan's Touch mit.

## US-Charts bei Billboard
| Einstieg | Titel                  | Hot 100 |
| -------- | ---------------------- | ------- |
| 9/1962   | Close To Cathy         | 12.     |
| 12/1962  | What To Do With Laurie | 68.     |
| 5/1963   | One Boy Too Late       | 96.     |

## US-Diskografie

### Vinyl-Singles
| A/B-Seite                                                | Katalog-Nr.            | veröffentl. |
| -------------------------------------------------------- | ---------------------- | ----------- |
|                                                          | Liberty                |             |
| Should I / Whisper Whisper                               | 55207                  | 08/1959     |
| I'm Afraid To Say I Love You / I Don't Know Why          | 55219                  | 11/1959     |
|                                                          | Columbia               |             |
| Stranger / Poor Little Girl                              | 41962                  | 12/1960     |
| Uh Huh / Look In Any Window                              | 41964                  | 02/1961     |
| Pretty Little Girl In The Yellow Dress / At Last         |                        | 05/1961     |
| Bombay / When We Marry                                   | 42226                  | 11/1961     |
| Joanna / Mary, Mary                                      | 42335                  | 02/1962     |
|                                                          | United Artists         |             |
| Close To Cathy / She's Just Another Girl                 | 489                    | 08/1962     |
| What To Do With Laurie / That's What They Said           | 557                    | 12/1962     |
| One Boy Too Late / Danny's Dream                         | 588                    | 03/1963     |
| Gee, I Don't Remember / Cotton Dresses                   | 614                    | 07/1963     |
| All The Colors Of The Rainbow / It Had Better Be Tonight | 713                    | 04/1964     |
| One By One The Roses Died / See You In September         | 763                    | 09/1964     |
| Don't Make Her Cry / Barbara's Theme                     | 794                    | 12/1964     |
| How To Murder Your Wife / Here's To My Lover             | 823                    | 02/1965     |
|                                                          | Cameo                  |             |
| Before I Loved Her / Shirl Girl                          | 381                    | 09/1965     |
| Out In The Country / Countin'                            | 395                    | 12/1965     |
|                                                          | Sidewalk               |             |
| Send Her Flowers / This Time, Time May Be Wrong          | 917                    | 06/1967     |
| Mary Jane / Gas Hassle                                   | 939                    | 0 2/1968    |
|                                                          | American International |             |
| Broken Hearted Man / When, Cindy, When                   | 138                    | 01970       |
| You Better Start Singing Soon / Do Your Own Thing        | 158                    | 01970       |
| You Say Love / It's A Dream Away                         | 171                    | 01970       |

## Langspielplatte
| For the Love of Mike, United Artists 3409, 1965 |
| Tracks: Close To Cathy / All The Colors / What To Do With Laurie / Song About Love / Cotton Dresses / That's What They Said / Don't Make Her cry / One By One The Roses Bled / Had Better Be Tonight / Barbara's Theme / Imagining / Lavender Dreams |

## Diskografie Deutschland

### Vinylsingle
| Wenn ich in deine Augen schau' / Weil ich dich so lieb hab', United Artists 67045, 1967 |

### Compact Discs
| Titel                     | Label      | veröffentl. |
| ------------------------- | ---------- | ----------- |
| Welcome To The Other Side | CD Baba    | 2003        |
| All Night All Day         | CD Baby    | 2004        |
| Mike Clifford             | CD Baby    | 2007        |
| Backroads In Bare Feet    | CD Baby    | 2010        |
| The Singles Collection    | Traditions | 2013        |

## Filmografie
- 1965: Village of the Giants
- 1974: The Zebra Killer
- 1975: Sheba, Baby
- 1976: Grizzly
- 1977: Panik in der Sierra Nova
- 1978: Der Herr der Ringe
- 1982: Jackpot
- 1984: Satan's Touch